# لحظه قاصدک
لحظه قاصدک یک سریال تلویزیونی محصول سال ۱۳۸۱–۱۳۸۰ به کارگردانی ایرج حبشی، نویسندگی محمد رضایی‌راد، نغمه ثمینی و تهیه‌کنندگی حسن احمدی می‌باشد که از برنامه کودک و نوجوان شبکه دو پخش شد. این مجموعه در ۱۷ قسمت ۳۰ دقیقه ای تهیه شد. این سریال یکی از اولین سریال های جنگی کودکان و نوجوانان بود که دز یک فضای فانتزی ،جذاب و پرماجرا مخاطبان را در یک تونل زمان درگیر داستان خود کرد. این سریال در زمان پخش از استقبال بالایی برخوردار شد.
داستان دختر و پسر نوجوانی به نام های میلاد و مینا است که پیش از سفر به خارج از کشور، تصمیم می‌گیرند ایام نوروز را در کنار پدر بزرگ و مادر بزرگشان در تهران بگذرانند بچه‌ها وارد خانه پدر بزرگشان می‌شوند و رفته رفته پی به حوادث می‌برند که در خانه اتفاق می‌افتد پدر بزرگ و مادر بزرگ آنها باور ندارند که دایی احمدعلی مفقودالاثر شده‌است مادر بزرگ با اتاق او و خاطراتش زندگی می‌کند و چنان به این اتاق حساسیت دارد که کسی اجازه ورود به آن را ندارد بچه‌ها کنجکاو می‌شوند که به طریقی وارد اتاق دایی احمدعلی شوند روزی پسر بشدت تب می‌کند و ناخودآگاه وارد اتاق دایی می‌شود

## بازیگران
- داریوش اسدزاده
- روشنک عجمیان
- امیر نصیری‌یکتا
- رضا صمدپور
- ساحره متین
- سیامک اشعریون
- شهلا ریاحی
- فرهاد مشایخی
- منصور میرزابابایی
- مهوش صبرکن
- میترا تبریزی
- ناهید علامی

بازیگران کودک و نوجوان
- آرمین تسلیم‌مقدم
- مونا توکلی
- پرستو منصوریا

## جشنواره
ششمین جشنواره فیلم دفاع مقدس